# Bradypodion thamnobates
Bradypodion thamnobates (мідлендський карликовий хамелеон) — вид ігуаноподібних ящірок родини хамелеонових (Chamaeleonidae). Ендемік Південно-Африканської Республіки.

## Поширення і екологія
Мідлендські карликові хамелеони мешкають в регіоні Мідлендс в провінції Квазулу-Наталь. Вони живуть в залишках лісів, в садах та в густих заростях.

## Збереження
МСОП класифікує цей вид як такий, що перебуває під загрозою зникнення. Bradypodion thamnobates загрожує знищення природного середовища.